# Mage
Pour les articles homonymes, voir Mage (homonymie).
Un mage (du persan magis ; en grec ancien μάγοις) ou au pluriel mages (en persan magus), désigne soit un disciple de Zarathoustra, soit un membre de la caste sacerdotale perse, soit un membre d'une tribu mède. Par extension, le terme est également utilisé comme synonyme de « magicien ».

## Définitions
Jacques Duchesne-Guillemin, spécialiste des religions d'Iran, distingue les sens suivants du mot « mages » :
1. Prêtres officiels perses. À l'époque achéménide, Darius Ier renverse le mage mède Gaumâta, qui vient de se proclamer roi de l'empire perse. Les mages exercent le monopole sacerdotal. Selon Xénophon, c'est Cyrus II le Grand qui installa officiellement les mages de Perse. Les mages exposaient les morts aux oiseaux et aux chiens (alors que les Perses couvraient leurs morts de cire avant de les enterrer). Pour les Grecs, les mages perses étaient des spécialistes de magie (mot dont l'étymologie renvoie à « Mages ») et d'astrologie.
2. Disciples de Zarathoustra. À une certaine époque, les mages passent pour disciples de Zarathoustra. Comme ils étaient astrologues, le nom du prophète fut déformé en « Zoroastrès » (d'où le nom « Zoroastre »), et les gens peu instruits confondaient les mages de l'Iran et les astrologues de Chaldée. Zarathoustra n'est pas mage, mais il emploie le mot maga, qui désigne un état mystique procurant l'union avec les Amesha Spenta (Immortels Saints, sept entités entourant Ahoura Mazda : Esprit Saint, Justice Excellente, etc.).
3. Occultistes. À l'époque hellénistique (depuis la conquête d'Alexandre le Grand, vers 330 av. J.-C.), tout écrit de magie, d'alchimie, d'occultisme était placé sous l'autorité de Zoroastre ou de quelque autre prétendu mage (comme Ostanès). Mais Héraclite (500 av. J.-C.) associait déjà les « mages » avec les initiés, les bacchants.
4. Dans le Nouveau Testament, « mages venus d'Orient » adorant Jésus nouveau-né, aujourd'hui plus souvent désignés sous le nom de rois mages. Selon l'Évangile de saint Matthieu, des mages vinrent de l'Orient se prosterner à Bethléem (Matthieu II, 1-12). Ils furent vite considérés comme des rois, par contamination avec le psaume 72, qui parle de rois d'Arabie apportant des présents. Quand, à partir du VIe s. au plus tard, on les différencia, l'un d'eux fut identifié à un roi de l'Iran sud-oriental et du bas Indus, Gundoffarr (d'où « Gaspar »).

## Recensions
Antérieur aux Égyptiens selon Aristote, les Mages, selon Hérodote, sont l'une des six tribus mèdes « différents des Égyptiens et des autres hommes », notamment spécialistes de l'interprétation des songes. En -515, la grande inscription de Darius Ier, roi de Perse, emploie le nom de maguš comme désignant une ethnie. Les plus anciennes mentions des mages se trouvent dans la Bible, chez Jérémie. Prêtres officiels perses, à l’époque achéménide, Darius Ier renverse en -522 le mage mède Gaumâta, qui vient de se proclamer roi de l'empire perse. Les mages exercent le monopole sacerdotal. Selon Xénophon, c'est Cyrus II qui, vers -550, installa officiellement les mages de Perse. Les mages exposaient les morts aux oiseaux et aux chiens (alors que les Perses couvraient leurs morts de cire avant de les enterrer). Pour les Grecs, les mages perses étaient des spécialistes de magie (mot dont l’étymologie renvoie à « Mages ») et d'astrologie. À l’époque mède, les mages nous apparaissent comme une caste sacerdotale pratiquant le culte solaire, la divination et l'oniromancie. Dans l’Axiochos, Socrate développe une argumentation pour ne pas craindre la mort et narre un mythe raconté par le Mage Gobryas,. Platon, dans l’Alcibiade majeur dit que les Mages ont pour coutume d’élire quatre gardiens royaux, dont le premier par ordre d’importance est le plus savant, et enseigne au nouveau-né royal la religion, le culte des dieux et l’art de régner. D’après Xénophon au Livre V de sa Cyropédie, Cyrus II et lui se connaissent, et Gobryas est Perse, non pas Mède : Gobryas commande les Perses qui pénètrent Babylone, et reçoit l’administration de la ville. D’après l’historien grec Hérodote au Livre Premier de ses Histoires, à propos des usages des Mages, il écrit que ceux qui se pratiquent relativement aux morts sont cachés. Les rois mages dont parle la bible seront associés de manière erronée par la tradition néotestamentaire à la naissance de Jésus. 
Eudoxe de Cnide, Hermodore de Syracuse ont parlé d’eux dans un ouvrage ; Diogène Laërce rapporte que selon lui, depuis les Mages, dont le premier fut Zoroastre le Perse, jusqu'à la prise de Troie, il se passa cinq mille ans. Xanthos de Lydie, pour sa part, dit qu'il y eut six mille ans entre Zoroastre et la traversée de Xerxès Ier et qu'après lui se succédèrent de nombreux Mages : Ostanès et Astrampsychos, Gobryas et Pazatas, jusqu'à l'anéantissement des Perses par Alexandre